# 趙栩
濟王趙栩（1106年—？），北宋皇子，宋徽宗赵佶的第七子，母乔贵妃。
崇寧五年（1106年）二月出生，五月賜名趙栩，授鎮洮軍節度使、檢校太尉，封魯國公。大觀二年（1108年）正月，改任彰武軍，加開府儀同三司，進封安康郡王。政和三年（1113年）正月，正三公官名，改授檢校太保。宣和二年（1120年）十一月，改荊南、清海軍，進封濟王。
靖康元年，授护国、宁海军节度使，迁太傅。同景王赵杞为贺金人正旦使。回到东京，又与何栗为请命使，金帅完颜宗望對赵栩說：“自古有南即有北，不可相无，今所欲割地而已。”赵栩回去告诉了宋钦宗，还说金帅请与太上皇相见，宋钦宗说：“岂可使上皇蒙尘。”遂自出，赵栩随行。后来金人下令捉拿诸王家属，赵栩夫人曹氏出逃，被开封府尹徐秉哲抓住锁在柜子里交出，遂一同北迁。1131年九月，他的一位妻妾在五国城生下其子赵成咸。

## 家族
1. 妻：曹氏
2. 妾：符鶯奴（1110年－？），靖康之變被俘，歸完顏宗磐為妾。

## 延伸阅读
[在维基数据编辑]
 《宋史/卷246》，出自脱脱《宋史》